# Rehmannia solanifolia
Rehmannia solanifolia là một loài thực vật có hoa trong họ Mã đề. Loài này được Tsoong & T.L. Chin miêu tả khoa học đầu tiên năm 1979.